# Kargı
Kargı là một huyện thuộc tỉnh Çorum, Thổ Nhĩ Kỳ. Huyện có diện tích 1394 km² và dân số thời điểm năm 2007 là 17050 người, mật độ 12 người/km².